# ريني سانتوني
ريني سانتوني (بالإنجليزية: Reni Santoni)‏ هو ممثل أمريكي، ولد في 21 أبريل 1939 بنيويورك في الولايات المتحدة.

## أعمال

### أفلام
- (1971) هاري القذر
- (1985) ملايين بروستر
- (1986) كوبرا[4]
- (2000) 28 يوما[5]

## وصلات خارجية
- ريني سانتوني على موقع IMDb (الإنجليزية)
- ريني سانتوني على موقع روتن توميتوز (الإنجليزية)
- ريني سانتوني على موقع قاعدة بيانات الأفلام السويدية (السويدية)
- ريني سانتوني على موقع قاعدة بيانات الفيلم (الإنجليزية)